# Alojz Fandel
Alojz Fandel (* 27. července 1947) je bývalý slovenský fotbalista, záložník.

## Fotbalová kariéra
V československé lize Spartak Trnava a na vojně za Duklu Praha. V lize nastoupil ve 240 utkáních a dal 24 gólů. S Trnavou získal 5 mistrovských titulů – 1968, 1969, 1971, 1972 a 1973. Vítěz Československého poháru v letech 1967 a 1971. Vítěz Středoevropského poháru 1967. Za reprezentaci do 23 let nastoupil ve 3 utkáních. V evropských pohárech nastoupil v 15 utkáních.

## Ligová bilance
| Ročník                                   | Zápasy | Góly | Minuty | Klub           |
| ---------------------------------------- | ------ | ---- | ------ | -------------- |
| 1. československá fotbalová liga 1966/67 | 1      | 1    | 90     | Spartak Trnava |
| 1. československá fotbalová liga 1968/69 | 8      | 0    | -      | Spartak Trnava |
| 1. československá fotbalová liga 1969/70 | 5      | 0    | -      | Spartak Trnava |
| 1. československá fotbalová liga 1970/71 | 29     | 4    | -      | Spartak Trnava |
| 1. československá fotbalová liga 1971/72 | 29     | 4    | -      | Spartak Trnava |
| 1. československá fotbalová liga 1972/73 | 28     | 6    | -      | Spartak Trnava |
| 1. československá fotbalová liga 1973/74 | 25     | 3    | -      | Dukla Praha    |
| 1. československá fotbalová liga 1974/75 | 10     | 0    | -      | Dukla Praha    |
| 1. československá fotbalová liga 1975/76 | 30     | 3    | -      | Spartak Trnava |
| 1. československá fotbalová liga 1976/77 | 28     | 2    | -      | Spartak Trnava |
| 1. československá fotbalová liga 1977/78 | 22     | 1    | 1499   | Spartak Trnava |
| 1. československá fotbalová liga 1978/79 | 25     | 0    | 1752   | Spartak Trnava |
| LIGA CELKEM                              | 240    | 24   | -      |                |